# نانی
لوییز کارلوس آلمیدا دا کونیا (پرتغالی: Luís Carlos Almeida da Cunha؛ زادهٔ ۱۷ نوامبر ۱۹۸۶) که عموماً با نام نانی شناخته می‌شود، بازیکن سابق فوتبال اهل پرتغال است که در پست وینگر بازی می‌کرد. 
او نماینده پرتغال در فوتبال بین‌المللی بوده که ۱۱۲ بار برای تیم ملی بزرگسالان بازی کرد. نانی کار خود را با اسپورتینگ سی‌پی آغاز کرد و در سال ۲۰۰۳ به تیم جوانان ملحق شد و در سال ۲۰۰۵ اولین بازی خود را در تیم اصلی انجام داد. نانی در طول دو سال تصدی خود در پرتغال، جام حذفی پرتغال را در فصل ۰۷–۲۰۰۶ به دست آورد. قبل از فصل ۰۸–۲۰۰۷، عملکرد نانی توجه باشگاه انگلیسی منچستر یونایتد را به خود جلب کرد که در ژوئیه ۲۰۰۷ وارد این تیم شد. او تقریباً بلافاصله به عنوان تیم نخست دست یافت و چهار عنوان لیگ برتر، لیگ قهرمانان اروپا ۰۸–۲۰۰۷، جام باشگاه‌های جهان ۲۰۰۸، دو جام اتحادیه و سه جام خیریه را به دست آورد. به‌دنبال بازگشت قرضی به اسپورتینگ که در آن جام حذفی پرتغال را به دست آورد، در سال ۲۰۱۵ با فنرباغچه ترکیه و یک سال بعد با والنسیای اسپانیا، قرارداد امضا کرد. او در سال ۲۰۱۸ دوباره به اسپورتینگ ملحق شد و یک جام حذفی پرتغال دیگر و همچنین لیگ پرتغال را فتح کرد. او به اورلاندو سیتی در ام‌ال‌اس رفت و به مدت سه فصل کاپیتانی آن را برعهده داشت که در پایان سال ۲۰۲۱، آن را ترک کرد. در ژانویه ۲۰۲۲، او به ونتزیای ایتالیا رفت.
نانی اولین بازی ملی خود در پرتغال را در سال ۲۰۰۶ انجام داد و اولین گل خود را در این روند به ثمر رساند. او از آن زمان خود را به عنوان یکی از اعضای کلیدی آن‌ها تثبیت کرد. او کشورش را در چهار تورنمنت بزرگ از جمله سه دورهٔ ملت‌های اروپا (۲۰۰۸، ۲۰۱۲ و ۲۰۱۶) نمایندگی کرد که در یورو ۲۰۱۶ قهرمان شد. او همچنین در جام جهانی فوتبال ۲۰۱۴ شرکت کرد. او تا آخرین بازی ملی خود در سال ۲۰۱۷، ۱۱۲ بازی ملی انجام داد و ۲۴ گل به ثمر رساند.
نانی در تاریخ ۸ دسامبر ۲۰۲۴ از دنیای فوتبال خداحافظی کرد‌.

## دوران ملی

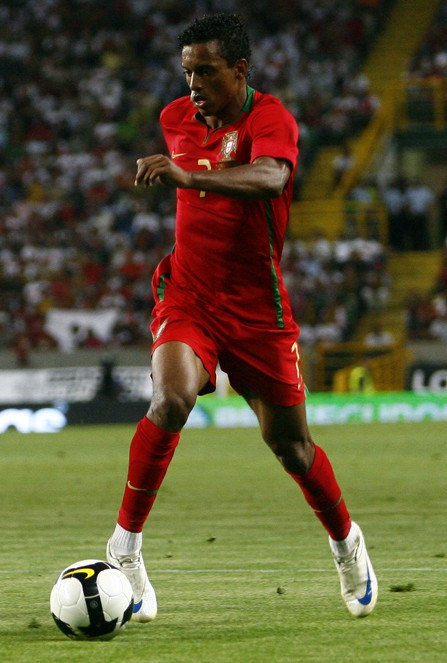
نانی در تیم ملی پرتغال با شماره ۷

### جام ملت‌های اروپا ۲۰۱۶
در جام ملت‌های اروپا ۲۰۱۶ نانی توسط فرناندو سانتوس، سرمربی تیم ملی فوتبال پرتغال به این مسابقات دعوت شد. او بازیکنی بسیار اثرگذار برای پرتغال بود با اینکه در دور گروهی آن‌ها فقط با ۳ امتیاز و ۳ تساوی برابر تیم‌های مجارستان، ایسلند و اتریش توانستند به دور بعد بروند، در دور بعد آن‌ها ابتدا کرواسی، سپس لهستان و در نیمه نهایی ولز شگفتی ساز را شکست دادند. در فینال که او نیز حضور داشت در برابر فرانسه میزبان قرار گرفتند که با وجود مصدومیت رونالدو در دقایق ابتدایی، او بازوبند کاپیتانی را بر بازو بست. سرانجام پرتغال توانست با گل ادر در دقیقه ۱۰۹ قهرمان شود. در پایان این مسابقات نانی در تیم منتخب مسابقات قرار گرفت.

## افتخارات

### باشگاهی
اسپورتینگ لیسبون
- جام حذفی پرتغال: ۰۷–۲۰۰۶، ۱۵–۲۰۱۴

منچستر یونایتد
- لیگ برتر انگلستان: ۰۸–۲۰۰۷، ۰۹–۲۰۰۸، ۱۱–۲۰۱۰، ۱۳–۲۰۱۲
- جام اتحادیه باشگاه‌های انگلستان: ۰۹–۲۰۰۸، ۱۰–۲۰۰۹
- جام خیریه انگلستان: ۲۰۰۷، ۲۰۰۸، ۲۰۱۰، ۲۰۱۱
- لیگ قهرمانان اروپا: ۰۸–۲۰۰۷
- جام باشگاه‌های جهان: ۲۰۰۸[۷][۸]

### ملی
پرتغال
- جام ملت‌های اروپا: ۲۰۱۶